# Brea Grant
Brea Collen Grant (Marshall, 16 de octubre de 1981) es una actriz estadounidense.

## Biografía
Conocida por su papel de Daphne Millbrook en Héroes (NBC), Grant ha participado en series como Friday Night Lights o Cold Case Dexter y en películas como Max Payne (2008), Battle planet (2008), The suit (2007) y You're so dead (2007), además del corto Multiple choice (2007).
La actriz también ha participado en anuncios de Volvo y Busch Gardens.
Grant ha creado la miniserie de historietas We Will Bury You junto a su hermano Zane Grant y al artista Kyle Strahm. También ha escrito la miniserie de historietas SuicideGirls basándose en la página web del mismo nombre.

## Filmografía

### Series
| Año       | Serie                           | Personaje        |
| --------- | ------------------------------- | ---------------- |
| 2013      | Anger Management                | Ellie            |
| 2011      | Dexter                          | Ryan Chambers    |
| 2008-2009 | Héroes                          | Daphne Millbrook |
| 2008      | Héroes desenmascarados          | Brea Grant       |
| 2008      | La habitación de los escritores | Brea Grant       |
| 2008      | Raising the bar                 | Heather Dreeban  |
| 2008      | Cold Case                       | Liza West        |
| 2008      | Friday Night Lights             | Jean Binnel      |

### Películas
| Año  | Serie             | Personaje    |
| ---- | ----------------- | ------------ |
| 2009 | Hallowen 2        | Mya          |
| 2008 | Trance            | Chloe        |
| 2008 | Battle planet     | Rasha        |
| 2008 | Max Payne         | Chica junkie |
| 2008 | Midnight movie    | Rachael      |
| 2008 | Middle of nowhere | Jean         |
| 2008 | Corpse run        | Liberty      |
| 2008 | Multiple choice   | Barb         |
| 2007 | You're so dead    | Candy        |
| 2016 | Dead Awake        | Linda Noble  |